# Aeroportul Newton City/County
Aeroportul Newton City/County (IATA: EWK, ICAO: KEWK, FAA LID: EWK) este un aeroport din Kansas, Statele Unite ale Americii ce deservește zona Comitatul Harvey. Aeroportul a fost tranzitat în 2019 de 32 de pasageri.
Situat la o altitudine de 467 m, aeroportul dispune de 2 piste.

## Infrastructură

### Piste
Aeroportul dispune de 2 piste. Pista 08/26 are suprafața de asfalt și dimensiunile 3.501 picioare × 60 picioare. Pista 17/35 are suprafața de beton și dimensiunile 7.003 picioare × 100 picioare. 